# 片倉晴雄
片倉 晴雄（かたくら　はるお、1947年 - ）は、日本の動物学者。専門は進化生物学。北海道大学名誉教授、理学博士。

## 経歴
1947年東京生まれ。1970年北海道大学理学部生物学科（動物学専攻）卒業、1978年同大学大学院理学研究科動物学専攻博士課程単位取得退学。同年北海道大学理学部助手。1980年学位論文“Classification and evolution of the phytophagous ladybirds belonging to Henosepilachna vigintioctomaculata complex (Coleoptera, Coccinellidae)”により理学博士（北海道大学）。1982年同学部講師、1988年助教授、1995年大学院理学研究科助教授、1997年教授、2006年同大学院理学研究院教授、2011年定年退職、北海道大学名誉教授。2011 - 2012年同大学院特任教授。
1994年日本動物学会論文賞受賞。

## 研究
- 植食性テントウムシ類を対象とした生殖隔離と種分化をテーマに研究を積み重ね、その成果は "Evolution. 3rd edn." (D.J. Futuyma; Sinauer Associates, 2013) や"Evolution" (N.H. Barton et al.; Cold Spring Harbor Laboratory, 2007)などの進化学の教科書に引用されている[1]。
- 1980年代の後半からはインドネシアをはじめとする東南アジア熱帯域にをフィールドとした研究活動を展開するとともに，インドネシアにおける研究者の養成の面でも成果を上げた[1]。

## 著書

### 単著
- オオニジュウヤホシテントウ (日本の昆虫)文一総合出版   1988年3月1日

### 共編著
- 動物の多様性 (シリーズ 21世紀の動物科学)　 馬渡峻輔 共編 培風館　2007年7月1日

### 共著（分担執筆）
- 生態学からみた北海道　東正剛・阿部永・辻井達一編　北海道大学図書刊行会  1993年
- 生物の種多様性　バイオディバーシティ・シリーズ1 　岩槻邦男、馬渡峻輔 編　裳葉房  1996年
- 動物の自然史―現代分類学の多様な展開　馬渡 峻輔 編 北海道大学出版会 1995年12月25日
- 森と水辺の甲虫誌　丸山宗利　編著　東海大学出版会  2006年

## 論文
- 国立情報学研究所収録論文　国立情報学研究所
- Google scholar